# Monfalcone
Monfalcone (slovensk: Tržič; tysk: Falkenberg) er en norditaliensk by beliggende i provinsen Gorizia i regionen Friuli-Venezia Giulia, byen har 29.479(2023) indbyggere. Det er regionens femtestørste by og et stort industrielt centrum for produktion af skibe (Fincantieri), fly, tekstiler, kemikalier og raffineret olie.
Tidligere har området tilhørt både Republikken Venedig, Franske Kejserrige samt Østrig-Ungarn. Fra 1918 blev det italiensk.

## Eksterne henvisniner
- Comune di Monfalcone

1. 1 2  demo.istat.it (fra Wikidata).